# Sergej Bodrov jr.
Sergej Sergejevitsj Bodrov (Russisch: Сергей Сергеевич Бодров) (Moskou, 27 december 1971 - Noord-Ossetië, 20 september 2002) was een Russisch acteur en filmregisseur. Hij is vooral bekend geworden door zijn hoofdrollen in de films Brat en het vervolg Brat 2.
Van 1989 tot 1996 studeerde Bodrov kunstgeschiedenis aan de Universiteit van Moskou. Daarna werkte hij als leraar, banketbakker, reddingsmedewerker op het strand in Italië, journalist en als televisiepresentator.
Bodrov, zoon van de filmregisseur Sergej Vladimirovitsj Bodrov (1948), kwam al vroeg met films in aanraking. Hij debuteerde in 1996 in de film Kavkazskiy plennik (Prisoner of the Mountains), die werd geregisseerd door zijn vader. Bodrov kreeg grote bekendheid door zijn hoofdrol in Brat (Brother, 1997), waarin hij een Tsjetsjenië-veteraan speelt die in Sint-Petersburg belandt en daar door zijn broer, een gearriveerde maffioso, voor allerlei klussen wordt misbruikt. De film raakte in Rusland een gevoelige snaar. Het hoofdpersonage werd door velen gezien als een metafoor voor de stuurloze conditie waarin de maatschappij was beland.
Bodrov geldt als de ontdekker van Oksana Akinsjina, die hij in 2001 in de film Sjostri (Sisters) liet debuteren. Tegelijkertijd was die film zijn eigen debuut als regisseur.
Op 20 september 2002 kwam Bodrov in de Kaukasus bij een lawine om het leven in de Karmadon-kloof in Noord-Ossetië. Hij was aan het draaien voor een nieuwe film; van de crew overleden ook 24 mensen. Bodrov was getrouwd en vader van twee kinderen.

## Filmografie
| Jaar | Naam                        | Originele titel                | De rol van                                             |
| ---- | --------------------------- | ------------------------------ | ------------------------------------------------------ |
| 1986 | Ik haat je                  | Я тебя ненавижу                | jongen rijden club                                     |
| 1989 | Vrijheid is een paradijs    | Свобода — это рай              | znavoleny ў kalonii                                    |
| 1992 | Witte koning, rode koningin | Белый король, красная королева | postbode                                               |
| 1996 | Kaukasische gevangene       | Кавказский пленник             | Ivan Zhilin                                            |
| 1997 | Broeder                     | Брат                           | Danila Bagrov                                          |
| 1998 | Stringer                    | Стрингер                       | Vadik                                                  |
| 1999 | Oost-West                   | Восток-Запад                   | Sasha Vasilyev                                         |
| 2000 | Brother 2                   | Брат 2                         | Danila Bagrov                                          |
| 2001 | De Quickie                  | The Quickie                    | Dima                                                   |
| 2001 | Zusters                     | Сёстры                         | Regisseur, scenarioschrijver, Danila Bagrov            |
| 2002 | Oorlog                      | Война                          | Kapitein Medvedev                                      |
| 2002 | Draag kus                   | Медвежий поцелуй               | Міша                                                   |
| 2002 | Verbonden (niet voltooid)   | Связной                        | Regisseur, scenarioschrijver, scavenger Alexei Semenov |
| 2008 | Morfine                     | Морфий                         | scriptschrijver                                        |